# Russell, Kansas
Russell là một thành phố thuộc quận Russell, tiểu bang Kansas, Hoa Kỳ. Năm 2010, dân số của xã này là 4506 người.

## Dân số
Dân số các năm:
- Năm 2000: 4696 người
- Năm 2010: 4506 người